# خالد القيش
خالد القيش (1977-) ، ممثل سوري من مواليد الجولان، ويُعد من أبرز خريجي المعهد العالي للفنون المسرحية في دمشق. بدأ مسيرته الفنية في بداية الألفية، ولفت الأنظار بسرعة بفضل موهبته وصوته المميز. شارك في عدد كبير من الأعمال الدرامية الناجحة على مستوى سوريا والعالم العربي، وتميّز بتنوع أدواره بين الدراما والتاريخي والاجتماعي. كما عرف بأدائه الصوتي الاحترافي في مجال دبلجة المسلسلات التركية. يعتبر خالد القيش من الوجوه البارزة في الساحة الفنية السورية.

## حياته
التحق بالمعهد العالي للفنون المسرحية في دمشق وتخرج عام 2004 وانتسب إلى نقابة الفنانين في العام نفسه. كانت بدايته في مسلسل التغريبة الفلسطينية، ملوك الطوائف وغزلان في غابة الذئاب. في رصيده عشرات الأعمال الدرامية قدمها منها: زمن الخوف، ليس سرابا، الظاهر بيبرس وغيرها.
شارك في عدد من الأعمال المسرحية منها: سرحية "الدبلوماسيون" مع غسان مسعود، و"سيدي الجنرال" مع أيمن زيدان، وله مشاركات في الإذاعة ودوبلاج المسلسلات التركية.

## جوائز
- جائزة عن مسرحية "تيامو" إخراج رغدة شعراني والتي عرضت في تونس.[1]
- جائزة عالمية في الولايات المتحدة الأمريكية عام 2022. فاز بجائزة "Voice Arts Award" عن أدائه الصوتي لشخصية "السلطان سليمان" في المسلسل التركي المدبلج "حريم السلطان".

## حياته الخاصة
تزوج عام 2011 من ياسمين بعكر من خارج الوسط الفني، لديه إبن اسمه فارس.

## أعماله

### من المسلسلات
- بيت العز 2003
- ذكريات الزمن القادم 2003
- أحلام كبيرة 2004
- الخيط الأبيض 2004
- أبو زيد الهلالي 2004
- التغريبة الفلسطينية. 2004 ، بدور «العبد».
- الظاهر بيبرس 2005
- عصي الدمع 2005
- عربيات 2005
- الشمس تشرق من جديد 2005
- عياش 2005
- خلف القضبان 2005
- أنا وأربع بنات 2005
- حالي حال 2005
- ملوك الطوائف 2005
- غزلان في غابة الذئاب 2006
- المحروس 2006
- أحقاد خفية 2006
- على طول الأيام 2006
- القضية 6008 2006
- خالد بن الوليد 1 2006
- رسائل الحب والحرب 2007
- رسائل الحب والحرب 2007
- عنترة 2007
- جنون العصر 2007
- جريمة بلا نهاية 2007
- ظل إمرأة 2007
- خالد بن الوليد 2 2007
- زمن الخوف 2007
- أشياء تشبه الحب 2007
- ممرات ضيقة 2007
- قمر بني هاشم 2008
- بهلول أعقل المجانين 2 2008
- اسأل روحك 2008
- ليس سراباً 2008
- باب الحارة 3 2008
- من غير ليه 2008
- وجه العدالة 2008
- صراع على الرمال 2008
- جمال الروح 2008
- طوق الياسمين 2008
- أهل الغرام 2 2008
- زهرة النرجس 2008
- مطر الربيع 2008
- طريق النحل 2009
- أصوات خافتة 2009
- الدوامة 2009
- عن الخوف والعزلة 2009
- موعود 2009
- شتاء ساخن 2009
- سحابة صيف 2009
- ما ملكت إيمانكم 2010
- أهل الراية 2 2010
- هي دنيتنا 2010
- بقعة ضوء 7 2010
- القعقاع بن عمرو التميمي 2010
- أبو خليل القباني 2010
- ساعة الصفر 2010
- رايات الحق 2010
- حضارة العرب 1 2010
- ذاكرة الجسد 2010
- في حضرة الغياب 2011
- أيام الدراسة 2011
- صايعين ضايعين 2011
- تعب المشوار 2011
- كشف الأقنعة 2011
- رومانتيكا 2012
- عمر 2012
- الشبيهة 2012
- أيام الدراسة 2 2012
- بنات العيلة 2012
- أرواح عارية 2012
- الولادة من الخاصرة 2 2012
- المفتاح 2012
- أنت هنا 2012
- طاحون الشر 2 2013
- سكر وسط 2013
- صرخة روح 2013
- قمر شام 2013
- ياسمين عتيق 2013
- تحت سماء الوطن 2013
- بواب الريح 2014
- خواتم 2014
- وجوه وراء الوجوه 2014
- الحب كله 2014
- حلاوة الروح 2014
- الحقائب 2014
- بقعة ضوء 11 2015
- دامسكو 2015
- بانتظار الياسمين 2015
- دنيا 2015
- العراب 2015
- شهر زمان 2015
- بقعة ضوء 12 2016
- العراب:تحت الحزام 2016
- مذنبون أبرياء 2016
- أحمر 2016
- أمير الليل 2016
- بلا غمد 2016
- صرخة روح 3 2016
- مذكرات عشيقة سابقة 2017
- الإمام 2017
- أهل الغرام 3 2017
- قناديل العشاق 2017
- رائحة الروح 2018
- أبناء القلعة 2018
- هواجس عابرة 2018
- المهلب بن أبي صفرة 2018
- سكت الورق 2018
- حدوتة حب 1 2018
- جيران 4 2018
- هارون الرشيد 2018
- دقيقة صمت 2019
- مسافة أمان 2019
- الحلاج/العاشق/صراع الجواري 2019
- بقعة ضوء 14 2019
- حارس الجبل 2020
- هند خانم 2020
- للموت 2021
- عروس بيروت2
- حارة القبة 2021-2023
- كسر عضم 2022
- مربى العز 2023
- البورد 2024
- آسر 2025

### الدبلجة
- ويبقى الحب (مسلسل تركي).
- حريم السلطان (مسلسل تركي) بصوت السلطان العثماني سليمان القانوني
- وادي الذئاب بصوت اسكندر
- العشق الأسود بصوت عمر
- زهرة القصر بصوت عزت
- فاطمه ( مسلسل تركي) بصوت كريم

## روابط خارجية
- خالد القيش على موقع قاعدة بيانات الأفلام العربية